# 세이료 중학교·고등학교 (도쿄도)
세이료 중학교·고등학교(青稜中学校・高等学校)는 일본의 도쿄도 시나가와구 중학교 및 고등학교이다.